# نهر تسين
نَهْرُ تِسِّين هو نهر بجنوب سويسرا وشمال إيطاليا، وهو أحد روافد نهر بادي.